# Вату-Вара
Вату-Вара (фидж. Vatu Vara) — остров в Фиджи. Административно входит в состав провинции Лау.

## География
Остров Вату-Вара расположен в северо-западной части архипелага Лау, в южной части Тихого океана. В 32 км к востоку расположен остров Манго, в 60 км к северо-востоку — острова Вануа-Мбалаву. Площадь суши 4 км². Ближайший материк, Австралия, находится примерно в 3000 км. Вату-Вара представляет собой небольшой известняковый остров, диаметр которого составляет 3,2 км, а высшая точка, напоминающая по форме усечённую пирамиду с практически перпендикулярными обрывами, достигает 314 м, что делает остров самым высоким в архипелаге Лау. Одним из альтернативных названий Вату-Вара является «остров Хэт» (англ. Hat Island; в переводе с английского языка означает «остров-шляпа», что отражает его необычную форму).
Остров покрыт типичной для атоллов растительностью, среди которой преобладают кокосовые пальмы. Климат на Вату-Вара влажный тропический. Подвержен негативному воздействию циклонов.

## История
В прошлом остров находился в собственности американца, бывшего управляющего плантацией в Наи-Таба, Эдварда Томпсона, который прожил на нём, в полной изоляции от внешнего мира, значительную часть своей жизни вместе с женой с Маркизских островов.
В сентябре 2006 года Вату-Вара был выставлен его частным владельцем, японским художником из Лос-Анджелеса, на продажу за $75 млн, став самым дорогим островом в мире.

## Население
В 2010 году остров купил американец Джим Джаннард.